# Menhir du Bernardeau
Le menhir du Bernardeau est un menhir situé sur la commune de Saint-Herblon dans le département de la Loire-Atlantique.

## Description
Le menhir est constitué d'une grande dalle en grès qui mesure 5,50 m de hauteur pour une largeur à la base de 1,30 m et une épaisseur moyenne de 0,80 m. Désormais brisé et renversé, il gît dans un bras de la Loire et n'est visible qu'en période d'étiage. Il ne fut d'ailleurs découvert qu'à l'été 1978. À l'origine, il se dressait plus haut sur la berge mais fut jeté dans la Loire par des ouvriers lors de la construction de la voie de chemin de fer Nantes-Orléans vers 1850.